# 1905-ös argentin labdarúgó-bajnokság (első osztály)
Az 1905-ös Primera División volt a 14. alkalommal megrendezett, legmagasabb szintű labdarúgó-bajnokság Argentínában.
A címvédő a Belgrano volt. A bajnokságot az Alumni csapata nyerte meg, a bajnokság történetében ötödjére.

## Tabella
| Hely. | Csapat           | M  | Gy | D | V  | G+ | G– | Gk  | P  | Továbbjutás vagy kiesés |
| ----- | ---------------- | -- | -- | - | -- | -- | -- | --- | -- | ----------------------- |
| 1.    | Alumni (B)       | 12 | 10 | 1 | 1  | 43 | 8  | +35 | 21 | Bajnokcsapat            |
| 2.    | Belgrano         | 12 | 9  | 0 | 3  | 31 | 12 | +19 | 18 |                         |
| 3.    | Estudiantes (BA) | 12 | 8  | 1 | 3  | 36 | 18 | +18 | 17 |                         |
| 4.    | Quilmes          | 12 | 6  | 0 | 6  | 32 | 15 | +17 | 12 |                         |
| 5.    | Reformer         | 12 | 3  | 1 | 8  | 20 | 60 | −40 | 7  |                         |
| 6.    | Lomas            | 12 | 3  | 1 | 8  | 12 | 41 | −29 | 7  |                         |
| 7.    | Barracas         | 12 | 1  | 0 | 11 | 8  | 28 | −20 | 2  |                         |